# Wózek Jakobsa

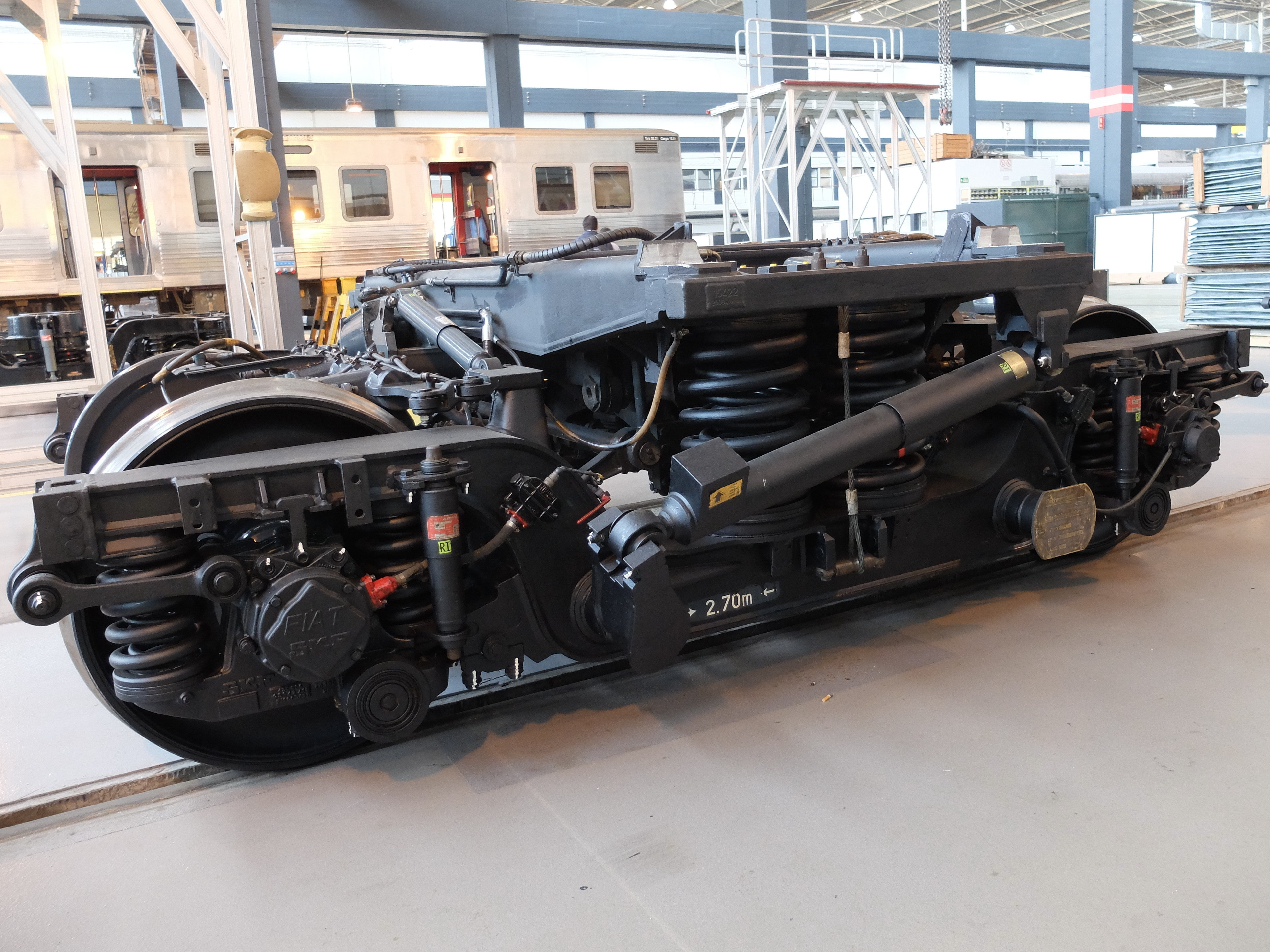
wózek Jakobsa

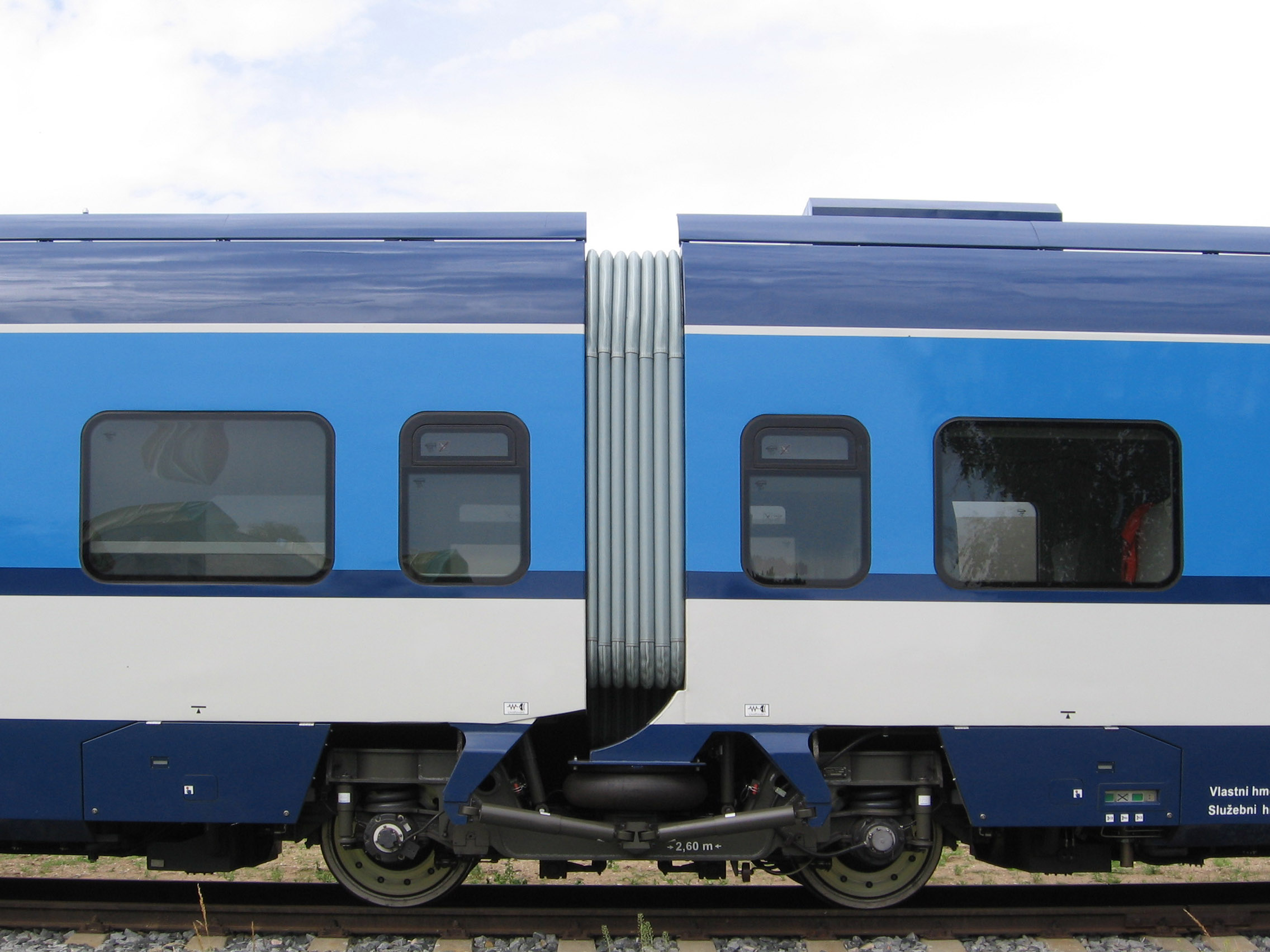
wózek Jakobsa

Wózek Jakobsa (wózek wspólny systemu Jakobsa) – wózek 2- lub 3-osiowy, na którym opierają się dwa sąsiednie wagony, stając się członami nierozłączalnymi w czasie eksploatacji.
W Polsce w wózki Jakobsa wyposażony był już historycznie pierwszy elektryczny zespół trakcyjny serii EW51. Wózki te można również spotkać m.in. w wagonach Bhp, elektrycznych zespołach trakcyjnych EN94, pojazdach produkcji Pesy i Newagu, a także w wagonach tramwajowych (np. Konstal 102Na).
Nazwa wózka pochodzi od nazwiska jego wynalazcy – niemieckiego inżyniera kolejowego Wilhelma Jakobsa, który po raz pierwszy zastosował tę konstrukcję w latach 20. XX wieku.
Zalety:
- mniejsza liczba osi
- mniejsza masa jednostki
- krótszy skład (brak sprzęgów i długich przejść międzywagonowych)
- po wykolejeniu wagony w dalszym ciągu pozostają nierozłączone

Wady:
- rozłączanie członów tylko w warunkach warsztatowych
- brak dowolnej modyfikacji składu
- trudności w umieszczeniu napędu (w zespołach trakcyjnych z wózkami Jakobsa wózkami napędowymi są zazwyczaj wózki skrajne).